# Alerte à la bombe (roman)
Pour les articles homonymes, voir Alerte à la bombe.
Alerte à la bombe (titre en italien : I pirati dell'atomo) est un roman d'Edward Jones de la série « Le Trio de la Tamise », paru en 1976 en Italie et publié en France dans la Bibliothèque verte en 1981 (avec une traduction de Lydie Mazzoni et des illustrations de François Dermaut).

## Résumé
Le Trio de la Tamise (Dave, Ted et Cathy) assistent à une conférence sur la délinquance des mineurs. Le conférencier est un journaliste qui s'appelle Mr Brown. Après la conférence, le trio va rencontrer Mr Brown, qui les invite à venir visiter son bureau dans le journal où il travaille.
Quelques jours après, les trois adolescents se rendent au journal. Mr Brown les reçoit fort aimablement. À un moment où il s'absente de son bureau, le trio regarde les documents jonchant son bureau. Ils découvrent que le journaliste écrit un article sur la dissémination du combustible nucléaire. Ils ne peuvent pas aller plus loin dans leurs investigations sommaires.
Plusieurs jours après, ils retournent au journal à un moment où ils savent que Mr Brown n'y est pas. Ils fouillent à nouveau le bureau et découvrent un magnétophone. La bande contient un long monologue sur la façon de construire une arme nucléaire à partir de matière fissile volée ou détournée. Se demandant si Mr Brown est lié à une bande de terroristes qui voudrait créer une « bombe sale », ils décident de le suivre discrètement.
Leur filature les mène dans une petite maison située dans la banlieue de Londres. Deux des trois membres du trio sont faits prisonniers. Mr Brown est lui-aussi fait prisonnier par les terroristes. 
La fin du roman permet de savoir que Mr Brown était un honnête journaliste et qu'il enquêtait justement sur les activités du groupe terroriste. Les membres du groupe sont alertés par Scotland Yard : leur but était effectivement de faire exploser une  « bombe sale » nucléaire en Grande-Bretagne.